# Эзельский бой
Эзельское сражение (швед. Sjöslaget vid Ösel) — морское сражение, произошедшее 24 мая (4 июня) 1719 года на заключительном этапе Северной войны между эскадрами боевых кораблей России и Швеции.

## Прелюдия к сражению
11 мая 1719 года отряд русских кораблей в составе трёх линейных кораблей, трёх фрегатов и пинка под командованием капитан-командора Я. фон Гофта (Вангофта) вышел в крейсерство к берегам острова Эланд. Во время крейсирования было арестовано 13 шведских торговых судов. Один из захваченных призовых кораблей сообщил о выходе отряда торговых судов под конвоем шведских военных кораблей из Пиллау в Стокгольм. Вангофт отправил 24-пушечный пинк «Принц Александр» в Ревель с донесением. Получив донесение, Апраксин приказал капитану 2-го ранга Науму Сенявину выйти на перехват конвоя всем имеющимся в Ревеле кораблям. 26 мая эскадра из линейных кораблей «Портсмут», «Девоншир», «Ягудиил», «Уриил», «Рафаил», «Варахаил» и шнявы «Наталия» покинула Ревель, но корабли «Уриил» и «Варахаил» задержались на рейде.
Шведский отряд, состоявший из линейного корабля Wachtmeister, фрегатов Karlskrona Vapen и Ruskenfelt, и бригантины Bernhardus, под командованием капитан-командора Антона Юхана Врангеля вышел из Стокгольма 19 мая. Фрегат Ruskenfelt позже отделился от отряда.

## Участвовавшие корабли
| Россия                                       |                  |                |                         |
| Имя корабля                                  | Тип              | Орудия         | Примечания              |
| Русская эскадра (капитан 2-ранга Н. Сенявин) |                  |                |                         |
| «Портсмут»                                   | линейный корабль | 52             | брейд-вымпел Н.Сенявина |
| «Девоншир»                                   | линейный корабль | 52             |                         |
| «Ягудиил»                                    | линейный корабль | 52             |                         |
| «Уриил»                                      | линейный корабль | 52             |                         |
| «Рафаил»                                     | линейный корабль | 52             |                         |
| «Варахаил»                                   | линейный корабль | 52             |                         |
| «Наталия»                                    | шнява            | 18             |                         |
| Швеция                                       |                  |                |                         |
| Имя корабля                                  | Тип              | Орудия         | Примечания              |
| Шведский отряд (капитан-командор Врангель)   |                  |                |                         |
| Wachtmeister                                 | линейный корабль | 52 ? 48 ? 40 ? | флагман                 |
| Karlskrona Vapen                             | фрегат           | 30             |                         |
| Bernhardus                                   | бригантина       | 10             |                         |

## Сражение

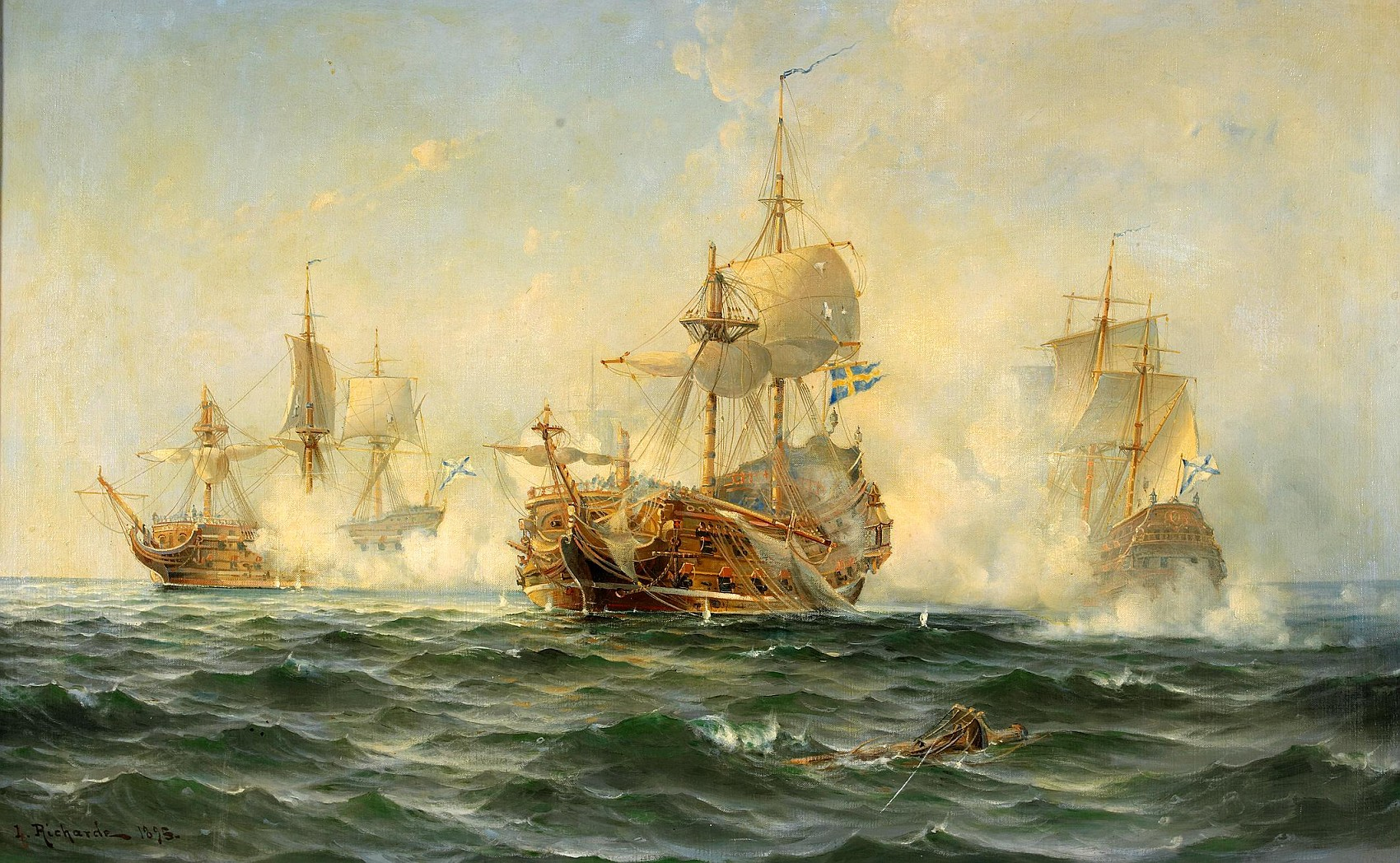
«Линейный корабль „Вахмейстер“ сражается против русской эскадры в 1719 году». Картина Людвига Рихарда

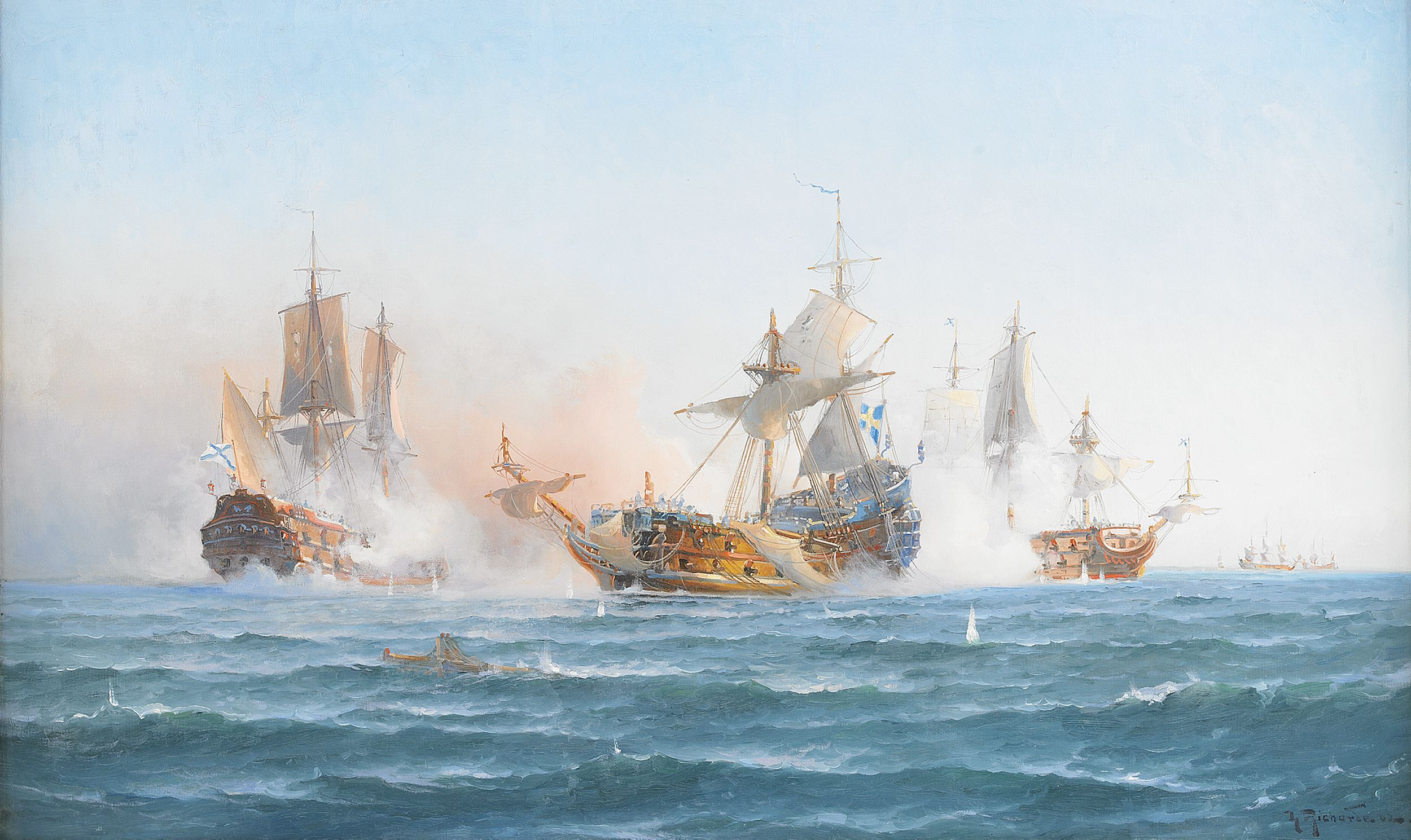

На рассвете 4 июня (в районе 3-х часов утра) два отряда встретились к западу от острова Эзель. Врангель, оценив ситуацию и поняв, что расклад сил явно не в его пользу, повернул свой отряд на северо-запад в попытке укрыться в Сандгамне. Русская эскадра, не опознавшая противника, начала преследование с целью определить национальную принадлежность неизвестных кораблей.
Два головных корабля «Портсмут» (флагман) и «Девоншир» (капитан 3-го ранга К. Н. Зотов) вырвались вперед эскадры. Не дожидаясь подхода всей русской эскадры, они начали преследование, заняв подветренную сторону и набрав ход.
В пять часов утра Сенявин приблизился на дистанцию артиллерийского огня и сделал два предупредительных выстрела с целью заставить командиров неизвестных кораблей поднять свои флаги. После второго выстрела на кораблях взвились шведские флаги и брейд-вымпел капитан-командора Врангеля. По сигналу Сенявина русские корабли открыли огонь.
«Портсмут» при поддержке «Девоншира» решительно вступил со шведским флагманом в артиллерийскую дуэль, стремясь отрезать его от шведского фрегата и бригантины. Дуэль продолжалась с 5 до 9 часов утра. Огонь шведского флагмана был в первую очередь направлен на рангоут и такелаж атаковавших его кораблей, в чём в итоге он преуспел, перебив штаги и сбив марса-реи на «Портсмуте».
Воспользовавшись этим, шведский фрегат и бригантина атаковали «Портсмут», стремясь помочь флагману оторваться от русского корабля и выйти из боя. К этому моменту «Девоншир» перенёс свой огонь на Karlskrona Vapen и нанёс ему достаточные повреждения, а «Портсмут», развернувшись к нападавшим всем лагом, картечными залпами бортовых орудий нижней палубы (дека) заставил фрегат и бригантину спустить флаги. После того как сдалась бригантина Bernhardus, несмотря на все попытки Врангеля прийти ей на помощь, шведский флагман попытался выйти из боя. Пока шел бой — подошли «Ягудиил», «Рафаил» и «Наталия».
«Ягудиил» (капитан Деляп) и «Рафаил» (капитан Шапизо) по приказу Сенявина устремились за ним в погоню, в то время как Зотов с кораблём «Девоншир» и шнявой «Наталия» остался с плененными фрегатом и бригантиной. Исправив повреждения, в погоню за шведским флагманом направился и сам Сенявин на «Портсмуте».
В двенадцатом часу дня преследователи вышли на траверзы Wachtmeister и сражение возобновилось. «Рафаил» атаковал неприятельский корабль, но, имея больший ход, проскочил вперед. «Ягудиил» подошел к шведскому кораблю на такое расстояние, которое позволяло бросать с марсов гранаты. Капитан Деляп приготовился брать неприятеля на абордаж, но шведские матросы изготовились к отражению атаки. Русский корабль изменил курс и произвел всей бортовой артиллерией залп. Развернувшись, «Рафаил» также открыл огонь. В ходе этого боя Врангель был тяжело ранен, занявший его место Тролле продолжил неравное сражение. Наконец, после того как к месту боя подошёл «Портсмут» и другие русские корабли, оставшийся без мачт с пробоинами в бортах Wachtmeister около трёх часов дня спустил флаг.

Того же мая против 24-го числа в полночь увидели... три судна... между (островами) Эзель и Готланд, за которыми, сделав сигнал своей эскадре, роспустя все парусы, пошел в начале третьего часа; и как стал свет, осмотрели, что два корабля и один бригантин, до которых в начале 5 часа со своим кораблем (и другой корабль при нем 9 «Девеншир») дошли в пушечную стрельбу под шведскими флагами и выпалил ядром из пушки, чтоб показали свои флаги. И тогда шведский командорский корабль... флаги свои поднял. Тогда он шведский флаг спустил и поднял брейд-вымпел и флаг российский и, учиня сигнал к бою, начал биться против командорского корабля... Бились друг против друга от 5 часов... до 9... Стрельбою... марсопоры неприятель у него, Синявина, перебил... Тот командорский корабль взял у него перед, а задний шведский фрегат нашел на него. И тогда он стал против его носа боком и со всего исподнего дека запалил из пушек картечьми, отчего оный того часа, такоже и бригантина флаги свои спустила и отдалися... Командор шведский расставил все парусы и пошел на уход. И он (Синявин) сделал сигнал достальным своим кораблям, на которых были капитаны Шапизо и Деляп, чтобы за ним гнали и оного абордировали... А как он исправился со своим кораблем и со шнявою «Наталиею» (оставя капитана Зотова с кораблем «Девенширом» у взятых фрегата и бригантины), за помянутым командором туда же в погоню пошел... В начале 12 часа помянутые капитаны Шапизо и Деляп командорский корабль догнали и оного стеньги сбили, а тако оный также флаг спустил и сдался. Сие... учинено без великой траты наших людей. А как взятым кораблям имена и что на них взято... тому при сем реестр.
— Журнал или поденная записка Петра Великого

## Итоги
В плен были взяты 52-пушечный корабль «Вахмейстер», 32-пушечный фрегат «Карлскрона вапен» («Флаг Карлскроны») и 12-пушечная бригантина «Бернгардус», 376 рядовых чинов, 11 офицеров, в том числе капитан-командор Антон Юхан Врангель. Неприятель потерял 50 человек убитыми и 14 ранеными. Русский флот потерял убитыми 3 офицеров (точнее — погибли в бою поручик, корабельный комиссар и гардемарин) и 6 матросов, 9 нижних чинов было ранено (почти все погибшие и раненые из экипажа «Ягудиила», который получил наибольшее количество попаданий и сильные повреждения в такелаже). Эзельское сражение стало первой победой русского корабельного флота, которая была одержана в артиллерийском бою, без применения абордажа. Петр I назвал этот бой «добрым почином» и учредил наградную медаль в честь победы. Сенявин был произведён царём через чин в капитан-командоры, все офицеры эскадры получили досрочно производство в следующий чин, для распределения между командами выдано 11 000 рублей призовых денег.